# Veronica Carlson
Veronica Carlson (ur. 12 października 1990) – amerykańska zapaśniczka walcząca w stylu wolnym. Zajęła dziesiąte miejsce na mistrzostwach świata w 2013. Ósma na mistrzostwach panamerykańskich w 2015. Druga w Pucharze Świata w 2013 i szósta w 2014. Piąta na Uniwersjadzie w 2013, jako zawodniczka DeVry University w Downers Grove hrabstwa DuPage. Wicemistrzyni świata juniorów w 2009 roku.